# Cuciurgan (Liman), Rozdilna
Cuciurgan (în ucraineană Кучурган, transliterat: Kuciurhan, în trecut Kuciurgan, în trecut a fost o colonie germană sub numele de Strasburg) este un sat în comuna Liman din raionul Rozdilna, regiunea Odesa, Ucraina.
Localitatea se află în apropiere de punctul de control al frontierei moldo-ucrainene: Cuciurgan – Pervomaisc (Stînga Nistrului).

## Demografie
Componența lingvistică a comunei Cuciurgan
     Rusă (52,68%)
     Ucraineană (43,35%)
     Română (3,04%)
     Alte limbi (0,66%)
Conform recensământului din 2001, majoritatea populației comunei Cuciurgan era vorbitoare de rusă (52,68%), existând în minoritate și vorbitori de ucraineană (43,35%) și română (3,04%).